# Niczky Kristóf

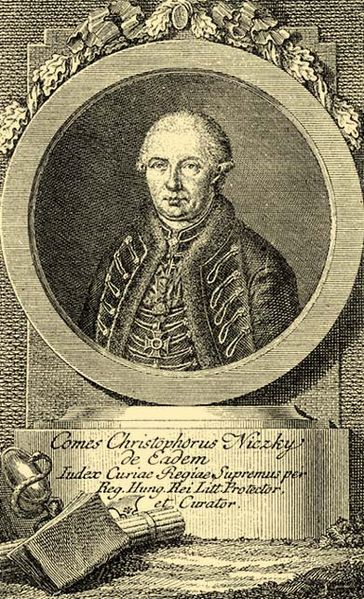
Gróf Niczky Kristóf

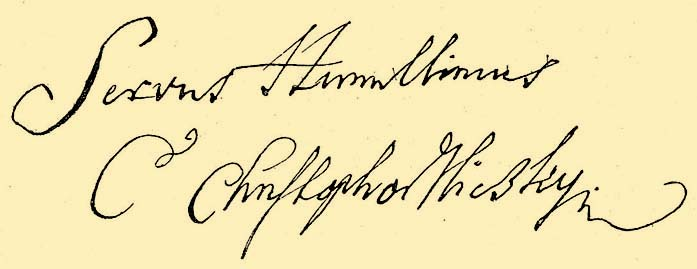
Gróf Niczky Kristóf aláírása

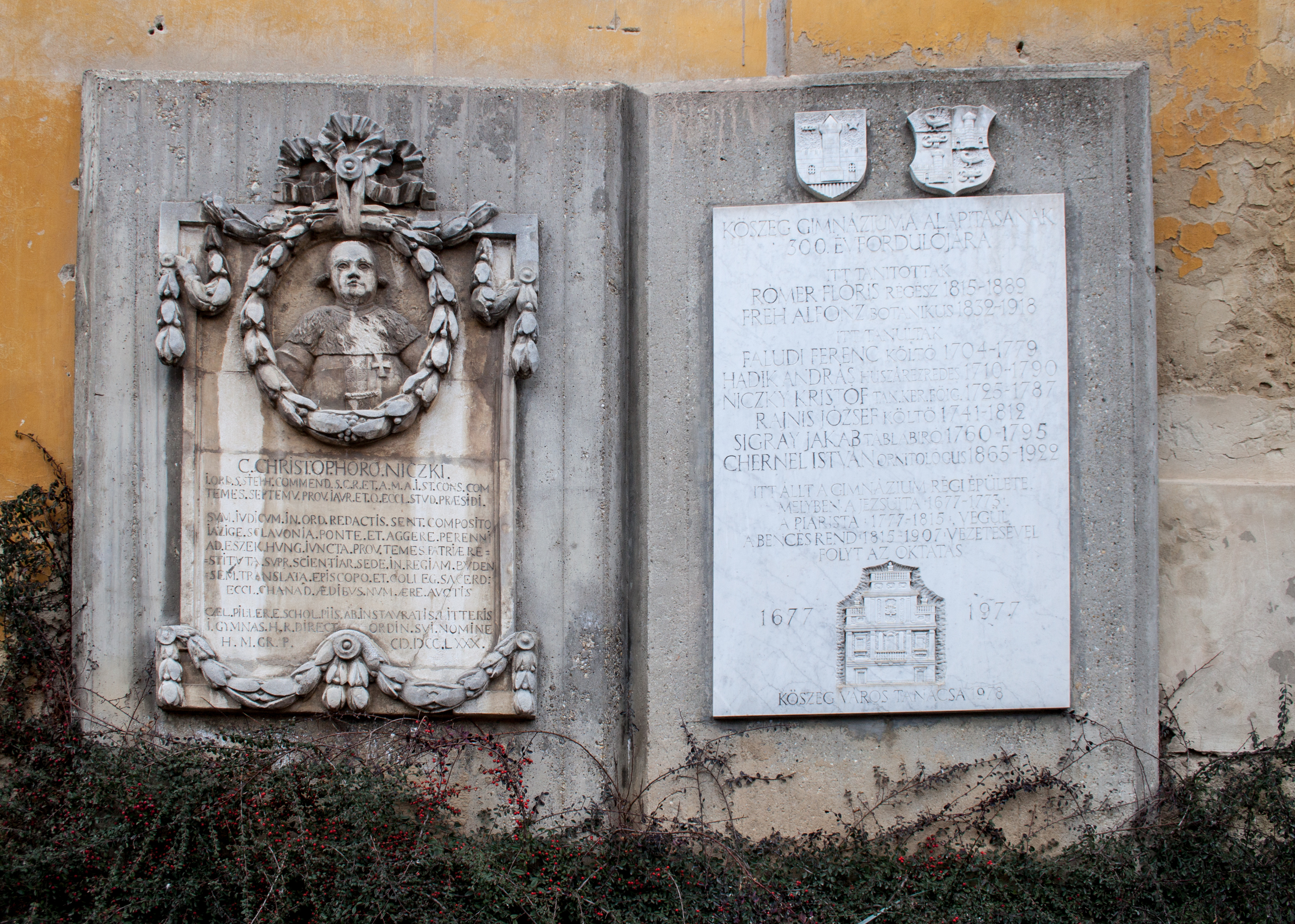
Kőszeg - Az egykori iskola emléktáblája. Niczky gróf alakja balra fent a babérkoszorúval körülvett melldomborműn (1780-ból)

Niczki gróf Niczky Kristóf, latinosan iratokban Christophorus Niczky (Sümeg, 1725. február 11. – Buda, Vár, 1787. december 26.) a Szent-István-rend lovagja, tárnokmester, országbíró, királyi személynök. II. József főtanácsadója. Niczkifalvay Gróf Niczky Kristóf Magyar Ország Birája, és ugyan azon Országban az Oskolabéli Tudományoknak fő Gyámolója és Gondviselője.

## Élete
Szülei gróf Niczky György Zala vármegyei és Somogy vármegyei alispánja, királyi itélőmester és bocsári Svastics Julianna voltak. Niczky Kristóf a kőszegi jezsuita gimnáziumban, majd pozsonyi akadémián és a bécsi egyetemen végezte tanulmányait. 1751-ben tanácsos a magyar udvari kamaránál. 1764-ben a kancellárián tanácsos. Az 1764-ben Mária Terézia által alapított Magyar Királyi Szent István-renddel és annak kis keresztjével tüntették ki 1765-ben. Ebben az évben, 1765. november 5.-én grófi rangot is kapott. 1767-től valóságos belső titkos tanácsos. 1776-tól a győri és pécsi tankerület főigazgatója. 1778-ban életének legfontosabb mozzanata királyi biztosként a temesi bánságnak az anyaországhoz való visszacsatolása volt. Mária Terézia királynő 1779. április 23-án az ő javaslata alapján hasította ki a visszacsatolt részből Temes, Torontál és Krassó vármegyéket, melyeket – mint egyúttal temesi gróf – ő szervezett újra, Krassót kivéve. Az új Temes vármegye első főispánja a bekebelezési ügyek királyi biztosa Niczky Kristóf gróf lett. A királynő ráruházta egyúttal a temesi gróf ősi méltóságát is.
1782. októberétől a magyar kamara elnöke, királyi kincstartó és a közoktatásügy főfelügyelője. 1783. augusztus 14-én tárnokmesterré és a Helytartótanács elnökévé nevezték ki, 1786-ban országbíró, 1787-ben perszonális lett. Tisztségét haláláig, 1787-ig viselte. Óriási birtokai voltak Sopron, Vas, Zala, Somogy és Veszprém vármegyékben. Összesen 28 úrbéri birtoka volt Mária Terézia korában, 15912 úrbéri holdja, 690 jobbágyja és 45 zsellére. A legnagyobb úrbéri birtoka az igen nagy Somogy vármegyei berzencei földbirtok, amely 3240 úrbéri holdas volt.

## Házassága és leszármazottjai
1745-ben feleségül vette pribéri Jankovich Katalint (1726-1784), Jankovich István Somogy vármegye főszolgabírája és Geréczy Erzsébet lányát. A házasságból három gyermeke született:
- gróf niczki Niczky György (c. 1750-1814) kerületi táblai ülnök, verőcei főispán, titkos tanácsos. Felesége gróf németújvári Batthyány Izabella (1751-?).
- gróf niczki Niczky István (c. 1750- 1778) 1777-től körösi főispán. Felesége gróf galánthai Esterházy Mária (1757-1820).
- gróf niczki Niczky Anna Mária (1757-1787). Férje gróf Schmidegg László (1746-1816) kamarás, kapitány, somogyi insurgens ezredes.

## Emlékezete
A II. József felvilágosult abszolutizmusát feltétlenül támogató Niczkyt a nemesi rendek az idegen önkényuralmi törekvések fő eszközének tartották, a halálakor írt gúnyversek hazaárulónak nevezik.
Itt fekszik a sérült hazának ostora,
Kitül szabadság vett örök sebet.
Itt fekszik átkozott anyának rossz fia,
Hitet szegő rossz férj, s rosszabb atya.
Kiben nem érzett a kemény szív másért,
Magának élt, magát nyaló barom.
Udvar mosolygását kereste csillagát
Megdűlt hazánknak vesztével is.
Vándor! kiben pezseg magyar vér, sírkövét
Látván, kevés koráig megállapodj,
Csak még lepökheted, s ragaszthatsz átkokat
Halmára, hol rothad hazánk döge. 

Kőszegen a Jurisics téren a volt jezsuita iskola falán áll emléktáblája. A babérkoszorúval körülvett melldomborműve a tábla felső részét foglalja el. Mellén a Szent István-rend középkeresztje látható. A tábla alsó részén olvasható latin nyelvű szöveg Niczky Kristóf érdemeit és tisztségeit sorolja fel. A táblát 1780-ban, még Niczky életében állították. Így tulajdonképpen az első magyarországi emléktáblák egyikének tekinthető.

## Művei
- Staats-Kenntniss von Ungarn (kéziratban)
- Historia politica litteraria (kéziratban)
- Tractatus de pactis et transactionibus (Viennae, 1744)

## Külső hivatkozások
- SZILÁGYI: A MAGYAR NEMZET TÖRTÉNETE - Az alkotmány és a közigazgatás reformja
- A magyar Szent István-rend

| Elődje: gr. Patachich Iván | Verőce vármegye főispánja 1766–1783 | Utódja: gr. Niczky György |